# Maciachini (métro de Milan)
Pour les articles homonymes, voir Maciachini.
Maciachini est une station de la ligne 3 du métro de Milan, située piazzale Carlo Maciachini dans le quartier Bovisa de la ville de Milan.